# タブリーズ・メトロ
タブリーズ・メトロ（ペルシア語: متروی تبریز Metro-ye Tabrīz）は、イランの都市タブリーズにて運行中のメトロ・システムである。正式名称はタブリーズ都市・郊外鉄道（ペルシア語: قطار شهری تبریز و حومه Ghatār šahr-ye Tabrīz va ḥūmeh）である。

## 概要
タブリーズ都市・郊外鉄道公社により、5路線から成るタブリーズメトロの計画が進められている。2015年8月27日に、6駅、7kmからなる最初の路線が完成した。

## 路線

### 1号線
2015年8月27日に7km、6駅のエル・ゴリー～オスタード・シャフリヤール間が開通。延伸工事が進められており、完成すれば総延長17.2km、18駅の路線となる。
|  | ● |  | エル・ゴリー駅               | ایستگاه ائل گؤلی     |  |  |
|  | ● |  | サハンド駅                   | ایستگاه سهند         |  |  |
|  | ● |  | エマーム・レザーAS駅         | ایستگاه امام رضا ع   |  |  |
|  | ● |  | ハイヤーム駅                 | ایستگاه خیام         |  |  |
|  | ● |  | 29バフマン駅                 | ایستگاه ۲۹ بهمن      |  |  |
|  | ● |  | オスタード・シャフリヤール駅 | ایستگاه استاد شهریار |  |  |

### 2号線
建設中。

### 3号線
計画中。14.7 km、14駅の路線でタブリーズ国際空港と結ぶ予定である。

### 4号線
計画中。

### 5号線
サハンドと結ぶライトレール路線として計画中。

## ギャラリー

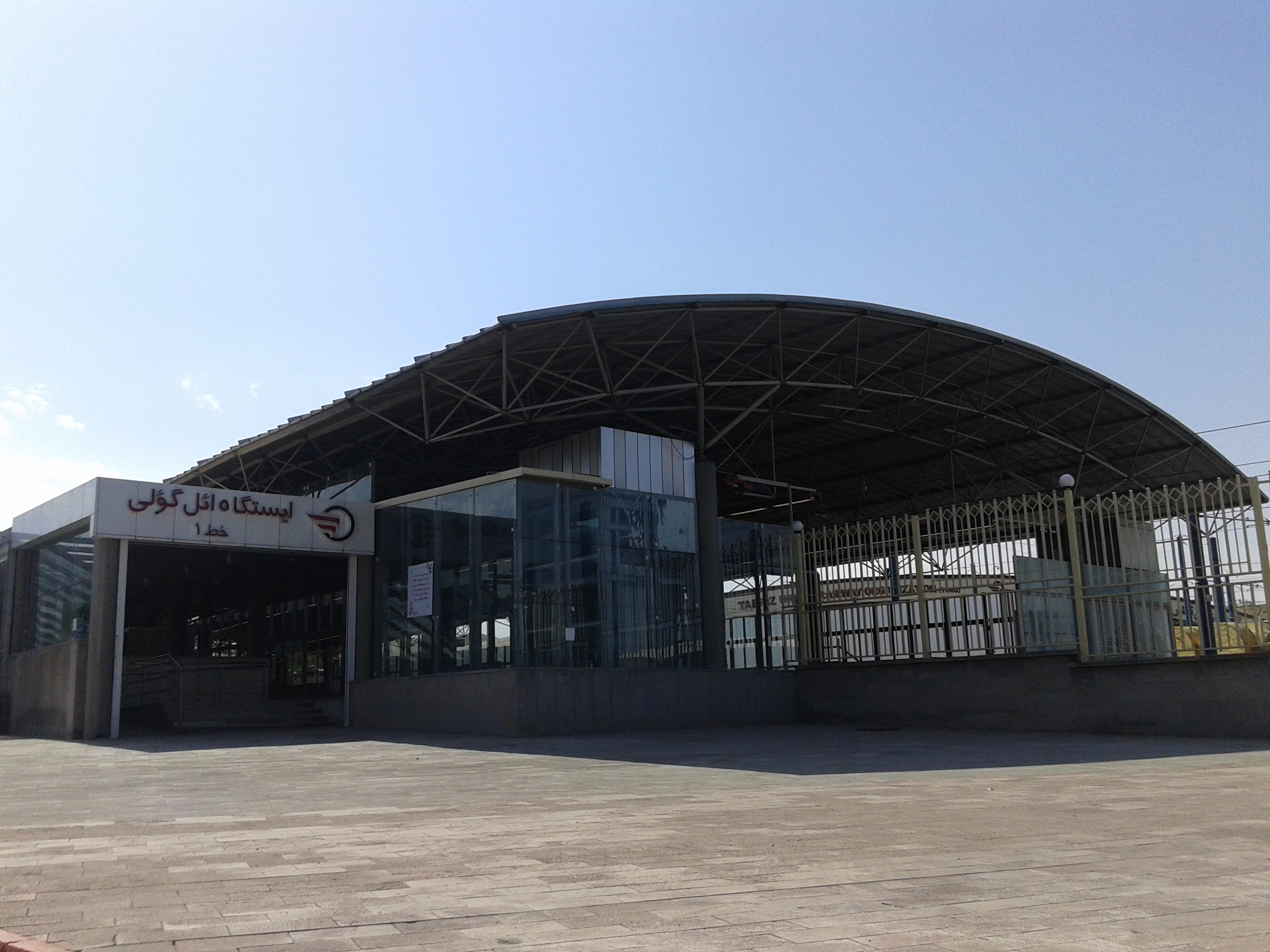
エル・ゴリー駅
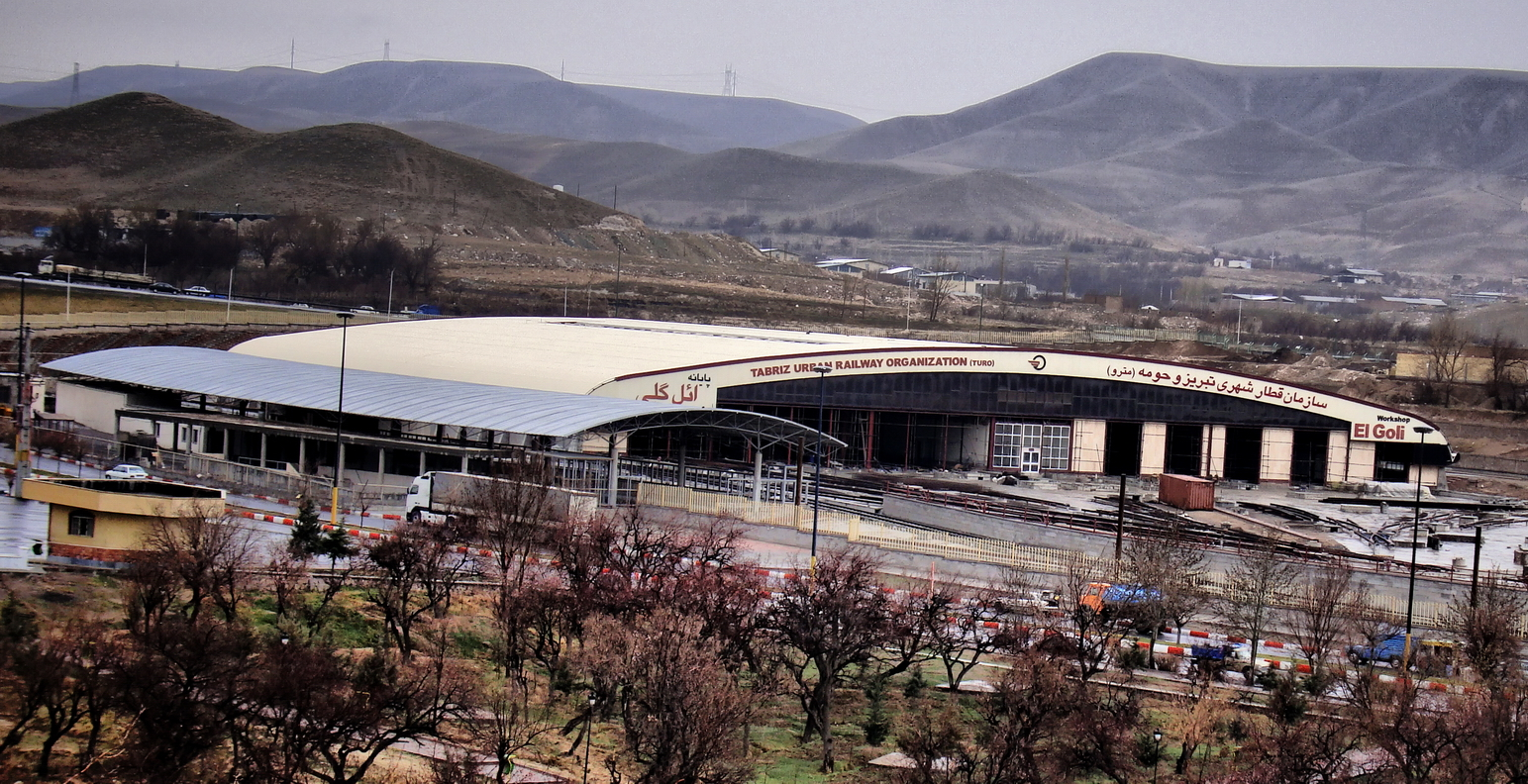
エル・ゴリー駅(左前)とターミナル(中央後ろ)
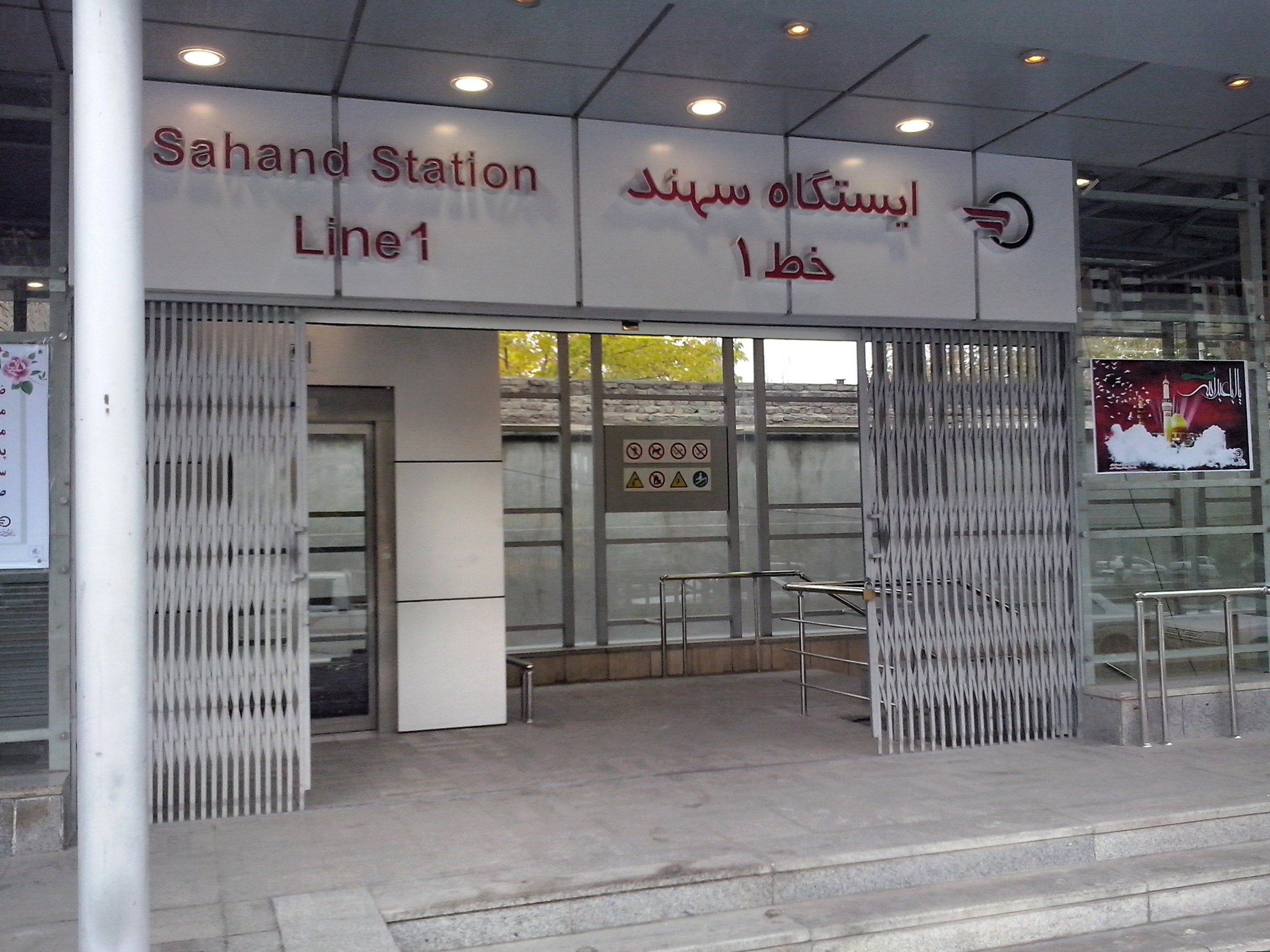
サハンド駅
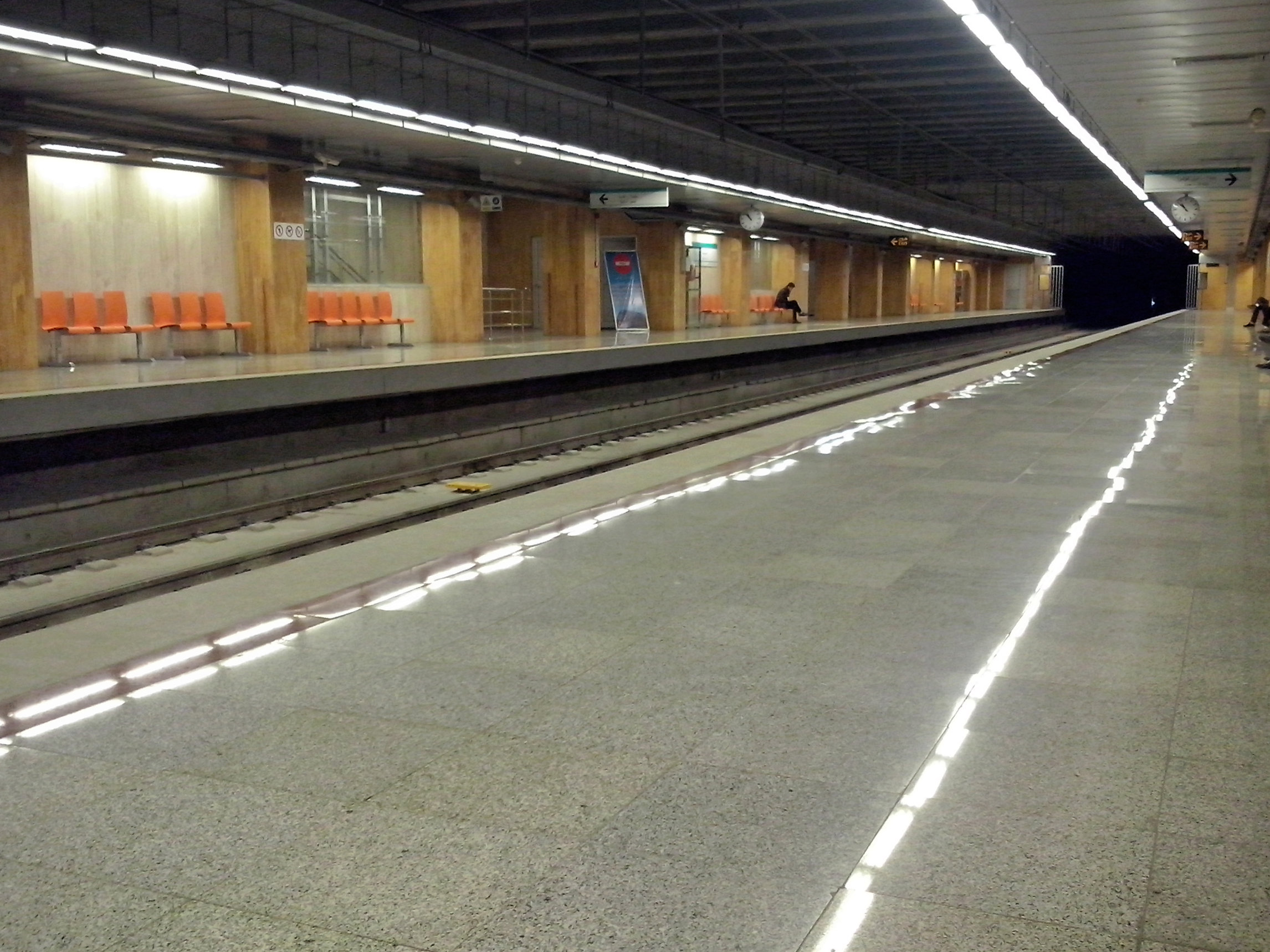
サハンド駅
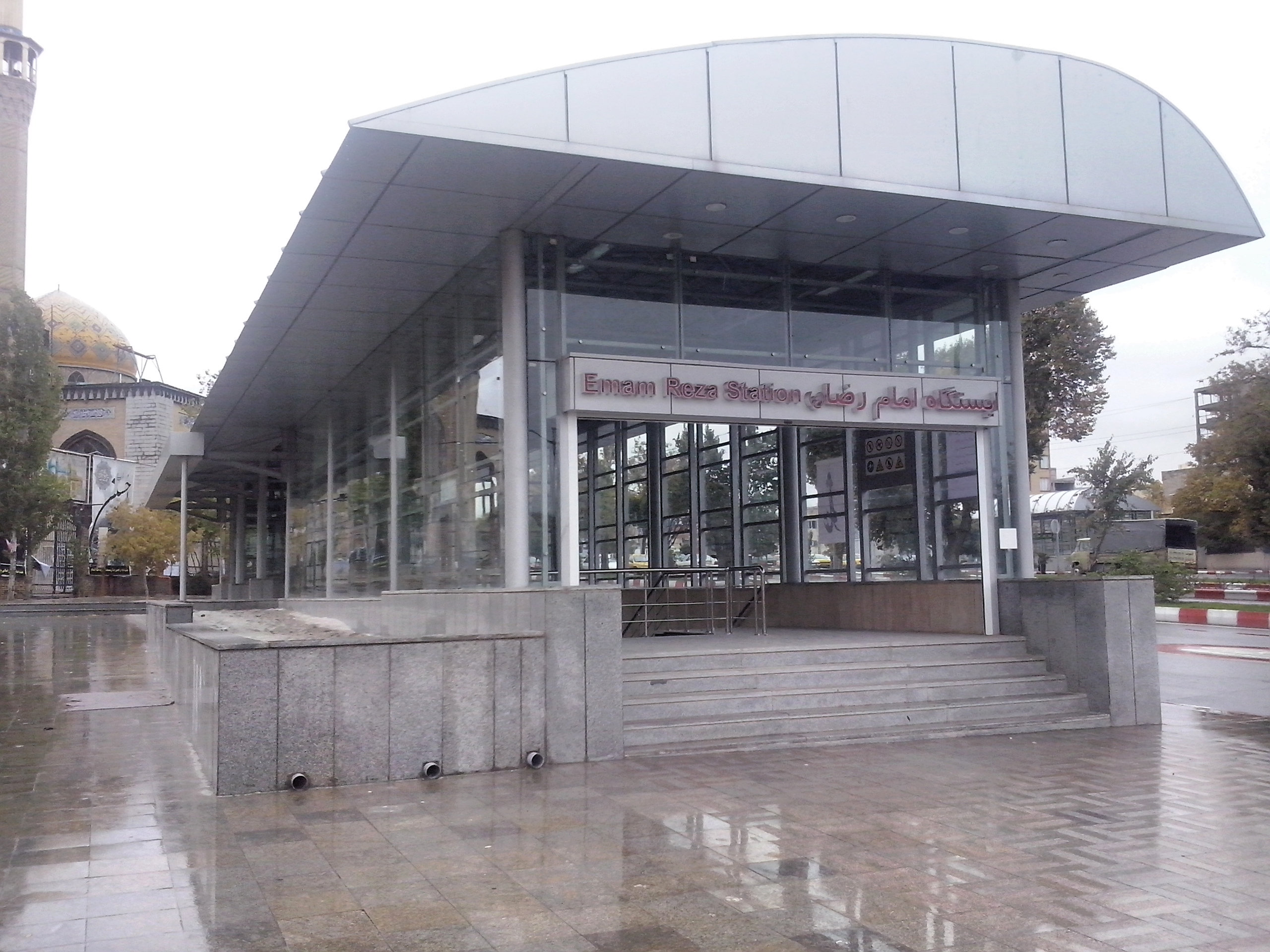
エマーム・レザーAS駅
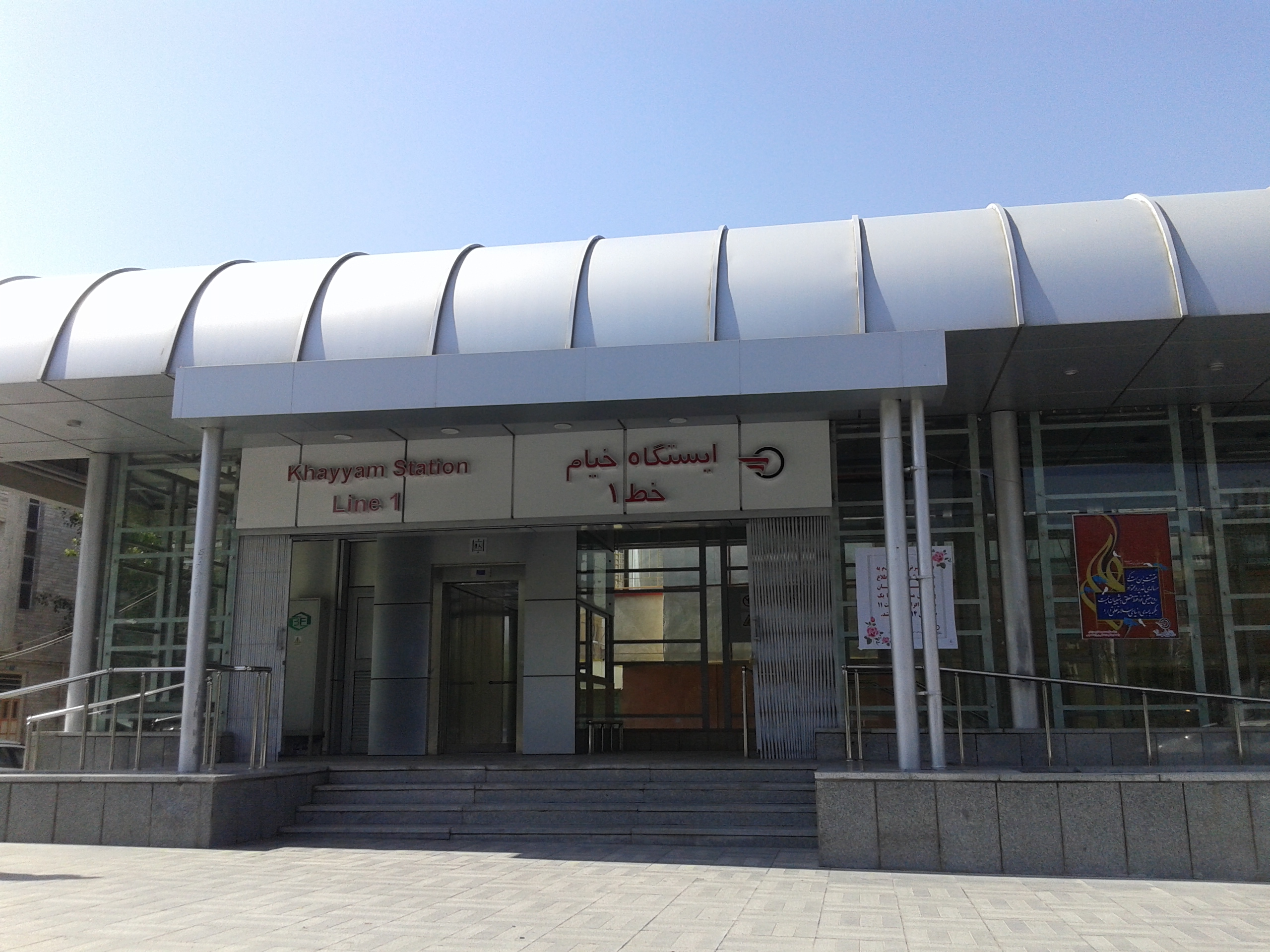
ハイヤーム駅
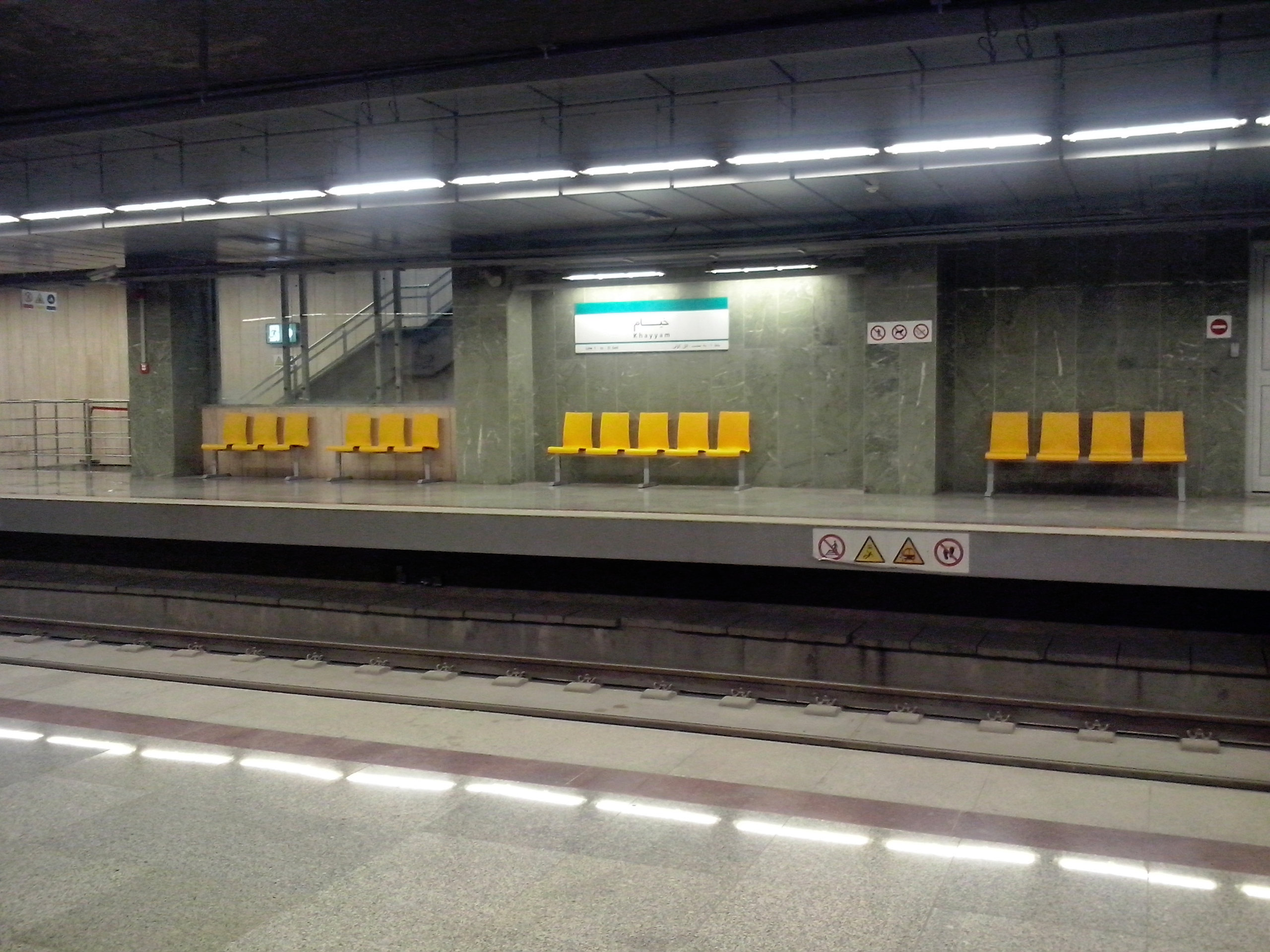
ハイヤーム駅
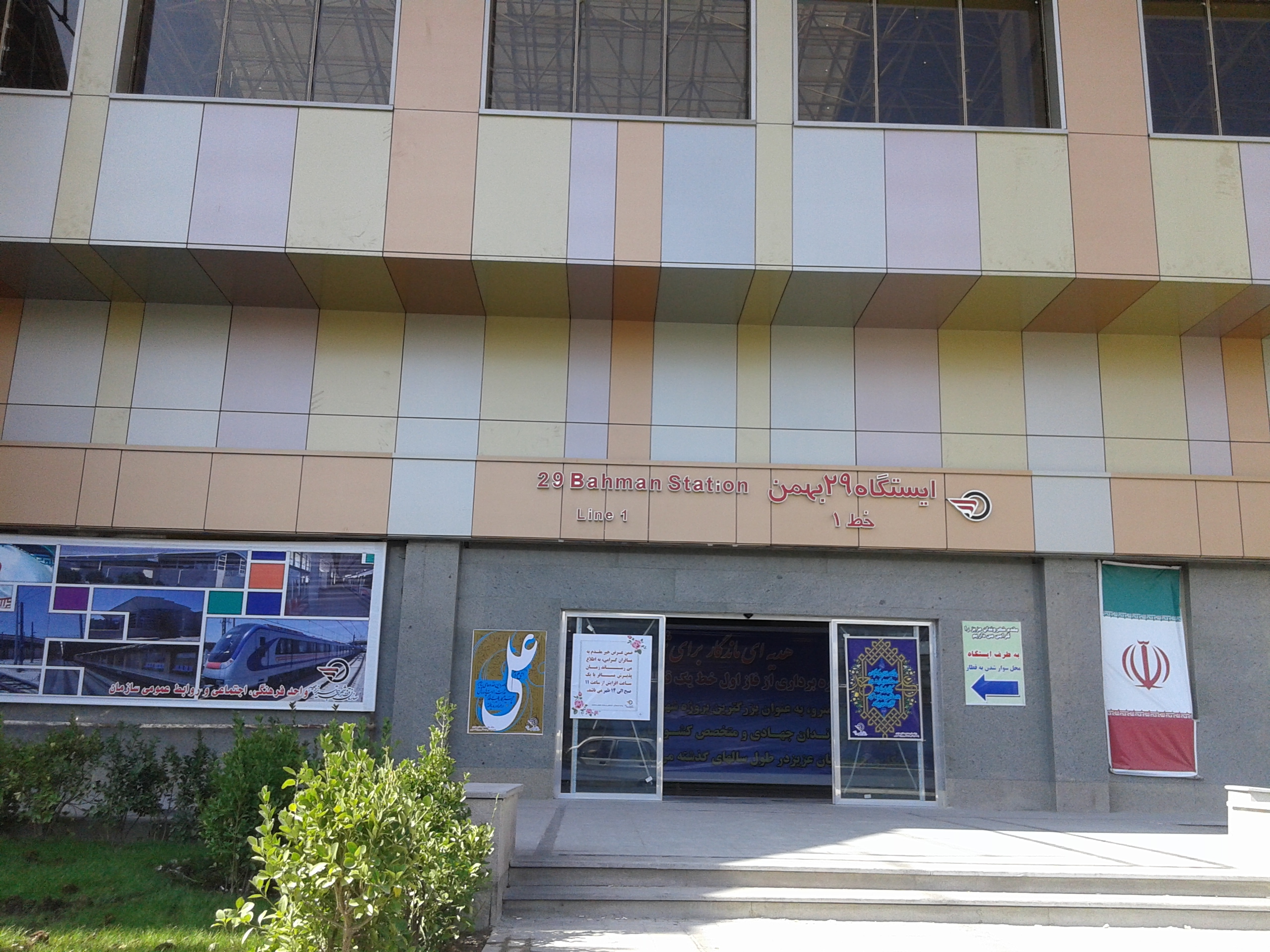
29バフマン駅
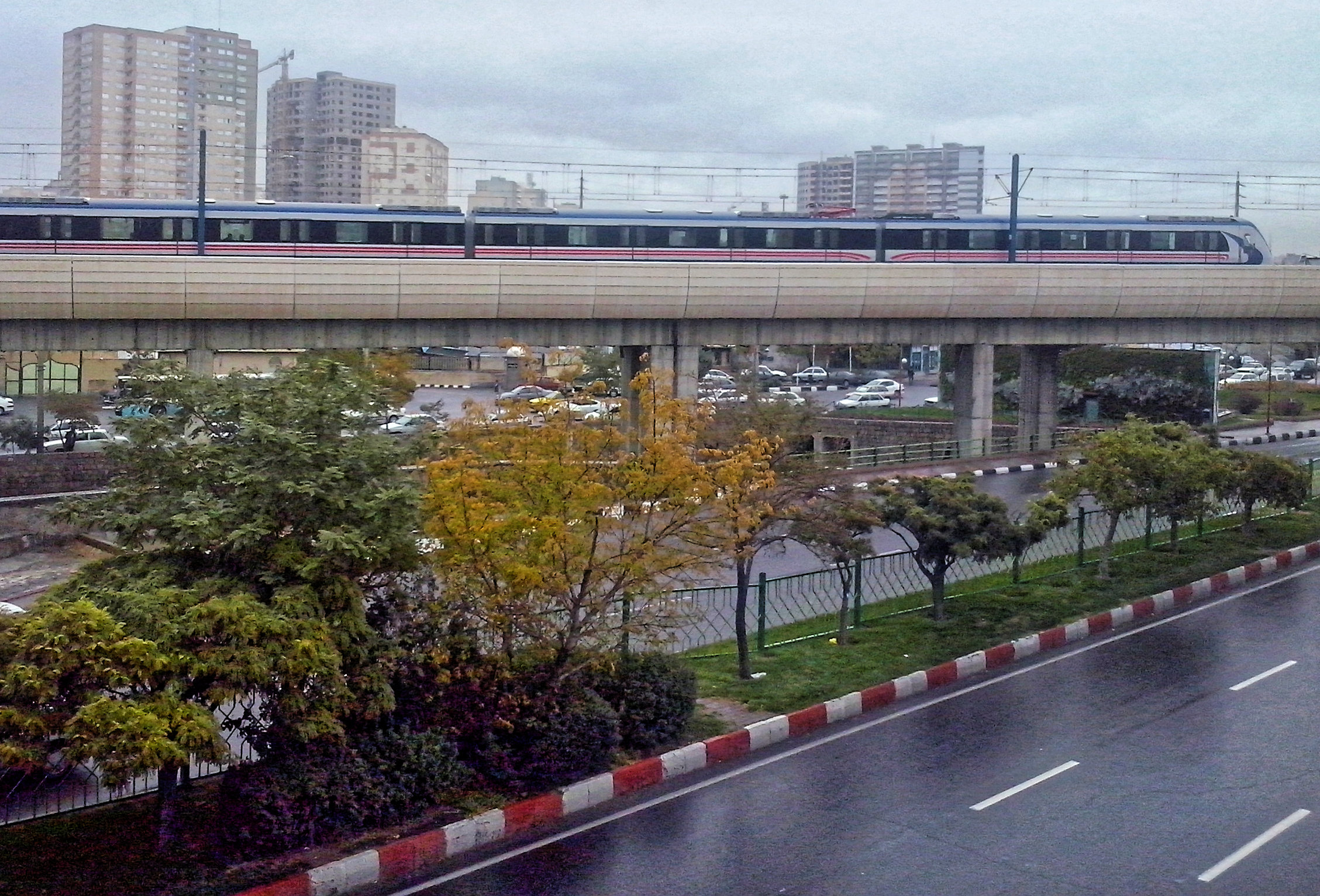
高架橋を走る列車(29バフマン駅 - オスタード・シャフリヤール駅)
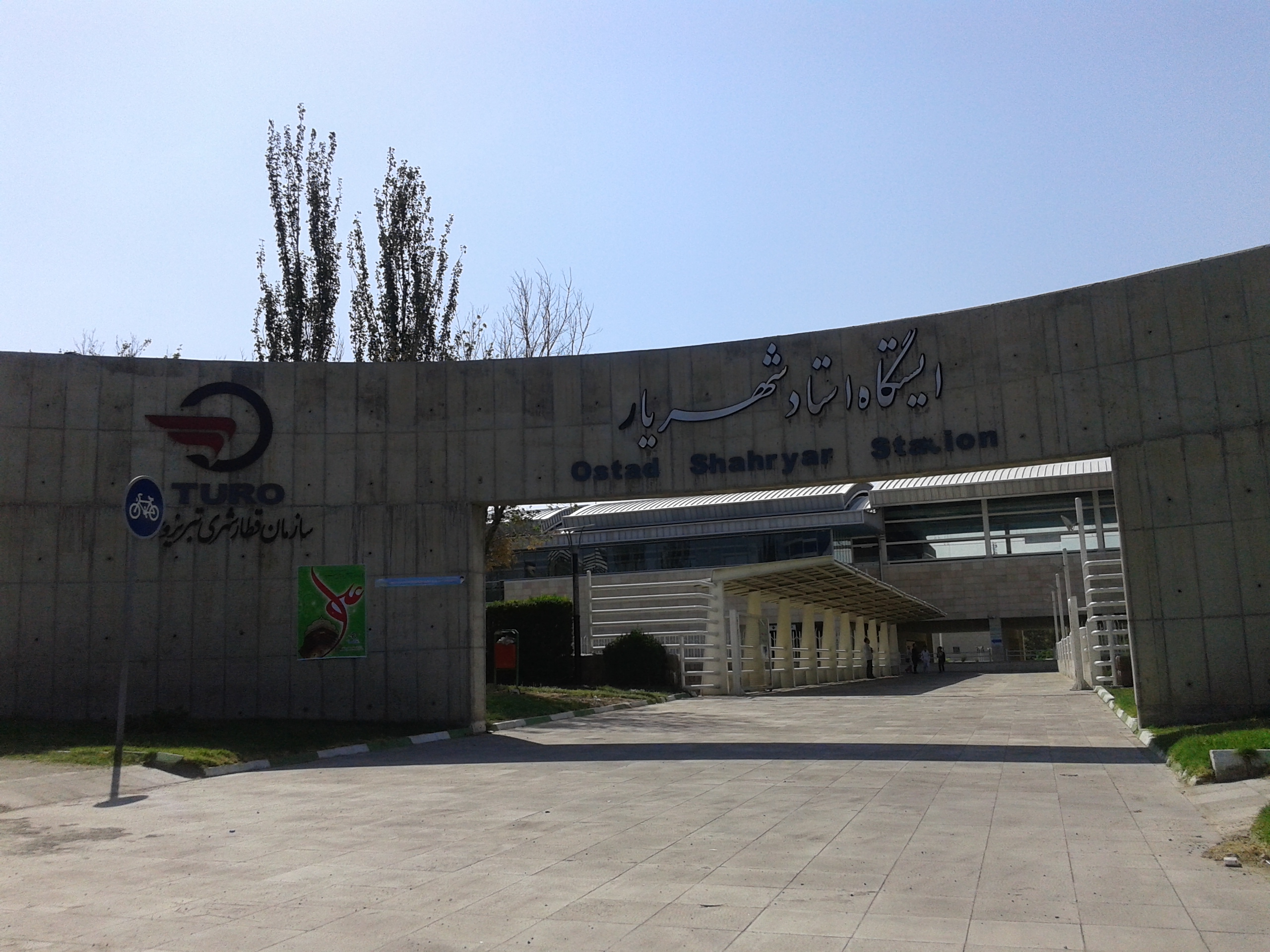
オスタード・シャフリヤール駅